# Helius pallidissimus
Helius pallidissimus là một loài ruồi trong họ Limoniidae. Chúng phân bố ở miền Cổ bắc.